# Casa de Câmara e Cadeia de Caucaia
A Casa de Câmara e Cadeia de Caucaia, no estado do Ceará, é uma obra de arquitetura popular, construída segundo as tradições portuguesas. Esse monumento, tombado pelo IPHAN, foi restaurado entre 1967 e em 1987 e, atualmente, abriga a Biblioteca Municipal Professor Martinz de Aguiar.

## História
O edifício segue o partido tradicional das casas de câmara e cadeia em território brasileiro, com a cadeia no térreo e a câmara no primeiro pavimento. O edifício foi construído logo após a criação da vila.
Em 25 de maio de 1765, os vereadores da vila ordenam o pagamento de 60$000 ao pedreiro Francisco de Mendonça Pinto por ter empreitado as obras da Casa de Câmara e Cadeia.

## Características
Em 1781, a câmara da Vila de Fortaleza já solicita a construção de uma casa de câmara e cadeia em pedra e cal, tal qual o risco do edifício da Vila Real do Soure. O edifício possui uma planta retangular, com dois pavimentos. As paredes do primeiro pavimento, com aproximadamente 80 cm, são de pedra rejuntada e as do segundo, com 60 cm, são de alvenaria de tijolo. As envazaduras da fachada principal (oeste), porta de entrada e janela, não se acham no eixo do pano de alvenaria. O vão da fachada principal guarda com a largura do pano uma relação de √3 e as medidas da fachada lateral se inter-relacionam quase em seção áurea, seguindo a tradição portuguesa. O telhado, em quatro águas, é arrematado em beira‐sob‐beira, com galbo, resolvido ingenuamente.

## Tombamento
O edifício foi classificado por Lei Federal, em 1973.